# Super Rupert
Super Rupert  è una serie televisiva canadese in 13 episodi trasmessi per la prima volta nel corso di una sola stagione nel 2001.
È una serie d'azione per ragazzi incentrata sulle vicende dell'undicenne Rupert Patterson, appassionato di fumetti che intende diventare un supereroe per proteggere la sua città.

## Personaggi e interpreti
- Rupert Patterson, interpretato da Adam Butcher.
- Lori, interpretata da Jennifer Baxter.
- Russ, interpretato da Bryon Bully.
- Sherrif Dave Patterson, interpretato da Tim Progosh.
- Ally, interpretata da Amber Marshall.
- Scud, interpretato da Michael D'Ascenzo.
- Kerry-Lynn Dawson, interpretata da Katie Lai.
- Zia Rhonda, interpretata da Sheila McCarthy.

## Produzione
La serie fu prodotta da Sullivan Entertainment. Tra i registi della serie è accreditato Randy Bradshaw.

### Sceneggiatori
Tra gli sceneggiatori della serie sono accreditati:
- Erika Strobel in 3 episodi (2001)
- Claire Ross Dunn in 2 episodi (2001)
- Brooks Campbell
- Danny DiTata
- Michael MacLennan
- Jeremy Winkels
- Jeff Wright

## Distribuzione
La serie fu trasmessa in Canada dall'8 febbraio 2001 al 3 maggio 2001 sulla rete televisiva YTV. In Italia è stata trasmessa su RaiSat Ragazzi con il titolo Super Rupert.

## Episodi
| Stagione       | Episodi | Prima TV Canada |
| -------------- | ------- | --------------- |
| Prima stagione | 13      | 2001            |